# 南和広域医療企業団
南和広域医療企業団（なんわこういきいりょうきぎょうだん）は、2016年（平成28年）4月1日に南和広域医療組合から発展・移行した、南和地域（奈良県南部）の医療機関を運営する一部事務組合である。
事務局を奈良県吉野郡大淀町に所在する南奈良総合医療センター内に置く。
企業団の構成団体として、南和地域の1市（五條市）3町（吉野町、大淀町、下市町）8村（黒滝村、天川村、野迫川村、十津川村、下北山村、上北山村、川上村、東吉野村）の他、奈良県が参加する。

## 医療施設
- 南奈良総合医療センター（直接の前身ではないが、旧町立大淀病院。場所は現在とは異なる。）
- 南奈良訪問看護ステーション（総合医療センター内に併設）
- 五條病院（旧奈良県立五條病院）
- 吉野病院（旧吉野町国民健康保険吉野病院）

## 教育研修施設
- 南奈良看護専門学校（南奈良総合医療センターに隣接、前身は奈良県立五條病院附属看護専門学校）